# 2989 Imago
2989 Imago este un asteroid din centura principală, descoperit pe 22 octombrie 1976 de Paul Wild.